# Mank (Fluss)

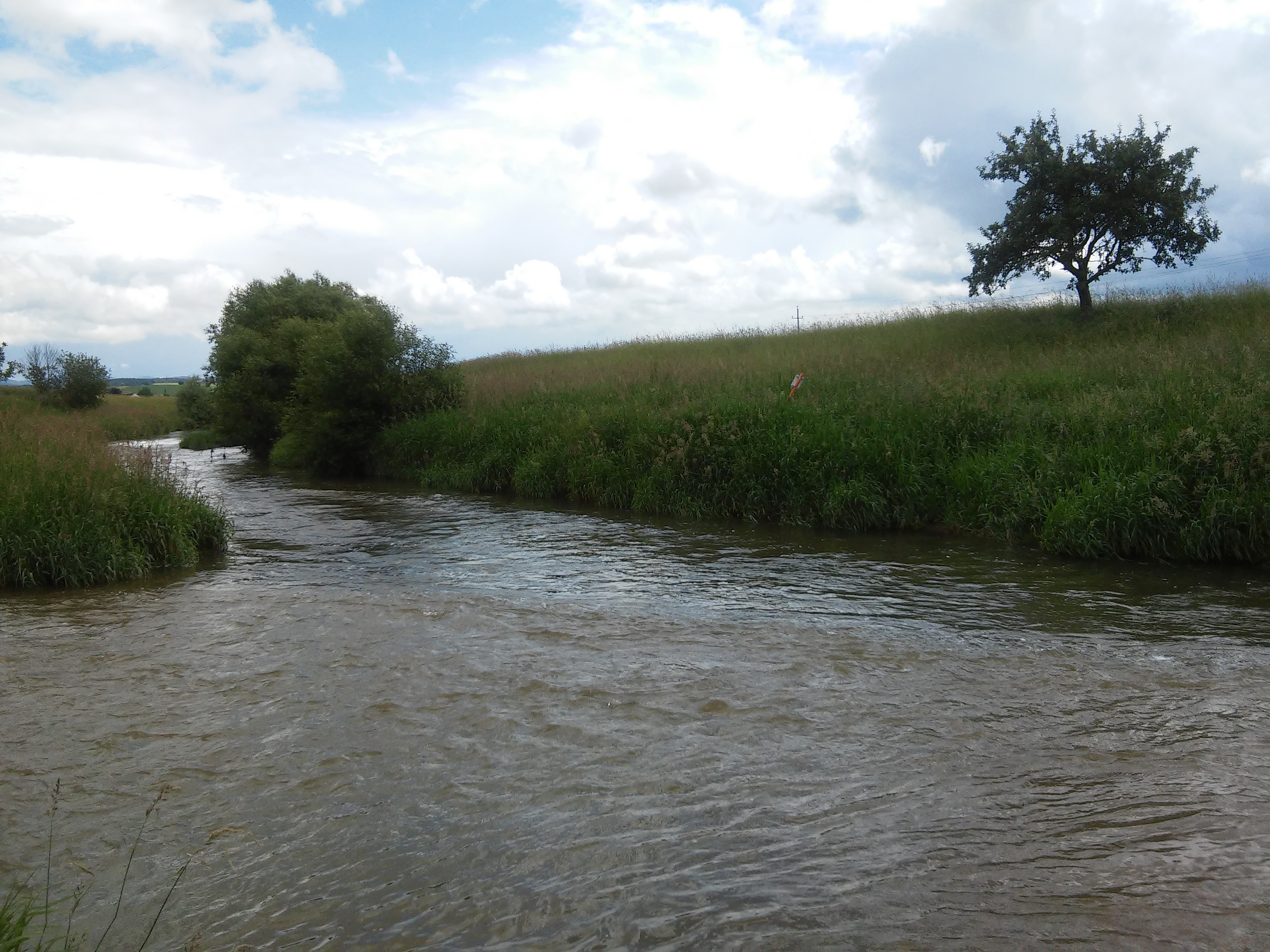
Die Mank (unten) mündet kurz nach dem Ort St. Leonhard am Forst bei der sogenannten „Zwiesel“ in die Melk (oben).

Die Mank ist ein rechter Zufluss der Melk in St. Leonhard am Forst im Bezirk Melk (Mostviertel) in Niederösterreich.
Sie ist etwa 26,5 km lang und entspringt südlich von Plankenstein. In weiterer Folge durchfließt die Mank drei nicht mehr in Gebrauch befindliche Schwellteiche nördlich von Pfleghaus, die heute ausschließlich zur Karpfen- und Forellenzucht verwendet werden. Anschließend fließen der  Scheitergrubbach, der Rosenbichlbach und der Ehrenbach zu, bevor sie den Ort Texing durchfließt, wo der Texingbach einmündet. Nach dem Zufluss des Fischbaches durchquert die Mank eine Engstelle und tritt bei Kirnberg an der Mank in die Ebene des Alpenvorlandes, wo sie auf die Stadt Mank zufließt, westlich vorüberfließt und den Schweinzbach aufnimmt. Weitere große Zubringer sind der Zettelbach und der Hainbach. Danach fließt sie durch den Ortsteil Thal, der in einem engen Tal liegt, wo sie auch eine Mühle angetrieben hat. Die Mank mündet nordwestlich von Sankt Leonhard am Forst als rechter Zufluss in die Melk. Ihr Einzugsgebiet umfasst 127,5 km² in weitgehend offener Landschaft. Die häufigsten in der Mank vorkommenden Fische sind Nase, Barbe, Döbel, Bach- und Regenbogenforelle sowie der Huchen.
Der Name ist wahrscheinlich keltischen Ursprungs und könnte die gleiche Herleitung haben wie der Flussname Main mit der Endung -ikā.